# NGC 434
NGC 434 је спирална галаксија у сазвежђу Тукан која се налази на NGC листи објеката дубоког неба.
Деклинација објекта је - 58° 14' 50" а ректасцензија 1h 12m 14,3s. Привидна величина (магнитуда) објекта NGC 434 износи 12,0 а фотографска магнитуда 12,8. NGC 434 је још познат и под ознакама ESO 113-23, AM 0110-583, PGC 4325.